# Sench Albin de Lencais
Sench Albin de Lencais (en francès Saint-Aubin-de-Lanquais) és un municipi francès situat al departament de la Dordonya i a la regió de la Nova Aquitània.

## Demografia
| 1962                                       | 1968 | 1975 | 1982 | 1990 | 1999 | 2007 |
| ------------------------------------------ | ---- | ---- | ---- | ---- | ---- | ---- |
| 294                                        | 270  | 247  | 220  | 232  | 256  | 265  |
| Des de 1962: població sense dobles comptes |      |      |      |      |      |      |

## Administració
| Període   | Identitat          | Partit |
| --------- | ------------------ | ------ |
| 1989-2008 | Jean-Claude Lebran |        |
| 2008      | Yves Marécaux      |        |
| 2008-2009 | Moïse Labonne      |        |
| 2009-2010 | Yves Marécaux      |        |
| 2010-     | Moïse Labonne      |        |